# Juan E. Hernández y Dávalos
Juan Evaristo Hernández y Dávalos (Aguascalientes, 6 de agosto de 1827 – Ciudad de México, 27 de enero de  1893) fue un bibliófilo e historiador mexicano, principalmente conocido por su magna Colección de documentos para la historia de la guerra de independencia de México de 1808 a 1821.

## Trayectoria

### Cambio del nombre real: persecución
Su verdadero nombre fue [[José Justo Pastor Ruiz de 
Esparza y Dávalos]], y cambió su patronímico debido a la persecución que sufrió por sus ideas liberales. Nació en una familia acomodada. Estudió en el seminario de Durango, y posteriormente realizó estudios de derecho en el Colegio de Zacatecas. Formó parte de los llamados liberales "puros" o radicales. Interrumpió sus estudios para participar en la Guerra de Reforma, y luego en la Segunda intervención francesa en México. Posteriormente, fue empleado de la Secretaría de Hacienda y en la Administración General de Correos.

### Documentos sobre la guerra de Independencia
No existía ninguna compilación documental sobre la guerra de independencia de México. Hernández y Dávalos comenzó a reunir libros y documentos, recorriendo para ello varios estados, comprándolos con sus propios recursos y transcribiendo manuscritos e impresos en archivos públicos y privados. Logró publicar solamente 6 de los 18 volúmenes que había compilado,  aprovechando su trabajo en Correos, en la "Biblioteca” del periódico El Sistema Postal, del que era editor, hasta la desaparición de esa publicación en 1882. El resto permaneció inédito, debido al escaso apoyo de los políticos de entonces, con excepción de Benito Juárez.

### Sociedad Mexicana de Geografía y Estadística
Al final de su vida, Hernández y Dávalos estaba desempleado, sin recursos propios porque los había empleado en reunir su colección. En varias ocasiones solicitó la ayuda del gobierno para sostener a su familia. Logró mantenerse gracias al sostén de la Sociedad Mexicana de Geografía y Estadística, de la que era miembro, y donde se desempeñó como secretario y editor de su Boletín hasta su muerte.

### Publicaciones
Hernández y Dávalos publicó asimismo un Directorio para las oficinas del Servicio Público de Correos (1876), con el nombre de las poblaciones de la república, y una historia del correo en México. Se ocupó también de la reedición de libros raros o poco conocidos, como el Cedulario, del oidor Vasco de Puga; la Historia de la conquista de Nueva Galicia, de Matías de la Mota Padilla, y el poema histórico El peregrino indiano, de Antonio de Saavedra y Guzmán.

### Fondo Hernández y Dávalos en la Universidad de Texas-Austin
Después de su fallecimiento, su viuda vendió su colección, que después de varias alternativas fue adquirida en 1943 por la Nettie Lee Benson Latin American Collection, de la Universidad de Texas, en Austin, en el llamado "Fondo Hernández y Dávalos".

## Obra
- Colección de documentos para la historia de la guerra de independencia de México de 1808 a 1821, 6 vols., México: José María Sandoval, 1877-1882.

### Reediciones
- Colección de documentos para la historia de la guerra de independencia de México de 1808 a 1821 (ed. facsimilar). México: Instituto Nacional de Estudios Históricos de la Revolución Mexicana, 1985, 6 vols.
- Colección de documentos para la historia de la guerra de independencia de México de 1808 a 1821 (edición digital, disponible en línea,  Alfredo Ávila y Virginia Guedea, Ana Carolina Ibarra,  coords.), Proyecto Independencia de México. Universidad Nacional Autónoma de México. Instituto de Investigaciones Históricas.
- Revolución de independencia: documentos, Héctor Cuauhtémoc Hernández Silva, coordinador, México: Universidad Autónoma Metropolitana, 2010 (CD Rom, incluye textos de otros autores y compiladores).
- Enumeración de firmas, ilustraciones y de las partes que forman el todo de los cuadros. Conmemoración de varios beligerantes en la insurrección de la Nueva España, México, Imprenta del Gobierno, en el Ex-Arzobispado, 1890. (Edición de veinticinco ejemplares, y tres en papel especial.)[4]
- Directorio para las oficinas del servicio público de correos de la República Mexicana, México: imprenta de José María Sandoval, 1876, 20, ccii, 621 p. (Disponible en https://web.archive.org/web/20160304130611/http://132.248.9.32:8080/fondoantiguo6/1419044-655436/JPEG/Index.html)
- Ligeros apuntes para la historia del establecimiento de correos en México, México, Imprenta de José Ma. Sandoval, 1986. (Disponible en https://web.archive.org/web/20160304130611/http://132.248.9.32:8080/fondoantiguo6/1419044-655436/JPEG/Index.html)

## Reconocimientos
Entre otros, los siguientes:
- una calle de la colonia Algarín de la Ciudad de México lleva su nombre.
- una calle del Barrio de la Salud en Aguascalientes lleva su nombre

## Familia
Fue nieta suya María Hernández Zarco (Veracruz, 8 de agosto de 1889 o 1893; Ciudad de México, 1976), quien aceptó imprimir el discurso por el que el senador Belisario Domínguez fue asesinado.